# Carex juniperorum
Carex juniperorum là một loài thực vật có hoa trong họ Cói. Loài này được Catling, Reznicek & Crins mô tả khoa học đầu tiên năm 1993.